# Ясенівська сільська рада (Ярмолинецький район)
Ясені́вська сільська́ ра́да — колишня адміністративно-територіальна одиниця та орган місцевого самоврядування в Ярмолинецькому районі Хмельницької області. Адміністративний центр — село Ясенівка.

## Загальні відомості
- Територія ради: 28,7 км²
- Населення ради: 837 осіб (станом на 2001 рік)

## Населені пункти
Сільській раді підпорядковані населені пункти:
- с. Ясенівка

## Склад ради
Рада складається з 16 депутатів та голови.
- Голова ради: Трач Василь Іванович

### Керівний склад попередніх скликань
| Прізвище, ім'я, по батькові | Основні відомості                                                                     | Дата обрання | Дата звільнення |
| --------------------------- | ------------------------------------------------------------------------------------- | ------------ | --------------- |
| Карвацька Євгена Едуардівна | Сільський голова, 1952 року народження, член Всеукраїнського об'єднання «Батьківщина» | 26.03.2006   | 31.10.2010      |
| Трач Василь Іванович        | Сільський голова, 1947 року народження, освіта вища, член Народної партії             | 31.10.2010   |                 |

Примітка: таблиця складена за даними сайту Верховної Ради України

### Депутати
За результатами місцевих виборів 2010 року депутатами ради стали:

#### За суб'єктами висування
| Суб'єкт висування | Кількість обраних депутатів | %    |
| ----------------- | --------------------------- | ---- |
| Партія регіонів   | 7                           | 43,8 |
| Самовисування     | 7                           | 43,8 |
| Народна партія    | 2                           | 12,5 |

#### За округами
| № округу        | Прізвище, ім'я, по батькові     | Дата визнання обраним | Освіта  | Партійна приналежність | Відомості про обраного депутата                    |
| --------------- | ------------------------------- | --------------------- | ------- | ---------------------- | -------------------------------------------------- |
| Народна Партія  |                                 |                       |         |                        |                                                    |
| 1               | Махніцький Михайло Геннадійович | 04.11.2010            | середня | позапартійний          | фермерське господарство «Віталія»                  |
| 3               | Францішкевич Віктор Васильович  | 04.11.2010            | середня | позапартійний          | в/ч А-1877, військовослужбовець                    |
| Партія регіонів |                                 |                       |         |                        |                                                    |
| 7               | Карвацька Марія Олександрівна   | 04.11.2010            | середня | член Партії регіонів   | ЦБЗ№ 8, інсп. маркетенгу                           |
| 9               | Огороднік Валентина Михайлівна  | 04.11.2010            | середня | позапартійна           | Навчальний заклад                                  |
| 10              | Байчак Тетяна Володимирівн      | 04.11.2010            | вища    | член Партії регіонів   | Ясенівська загальноосвітня школа, директор         |
| 11              | Сірман Марина Сергіївна         | 04.11.2010            | вища    | член Партії регіонів   | Ясенівське відділення поштового зв'язку, начальник |
| 13              | Дідик Василь Петрович           | 04.11.2010            | середня | член Партії регіонів   | ФГ «Віталія», тракторист                           |
| 14              | Кулачок Валентина Аполлінарівна | 04.11.2010            | вища    | член Партії регіонів   | Тов"Зерновий Альянс", бухгалтер                    |
| 15              | Галзман Тетяна Павлівна         | 04.11.2010            | вища    | член Партії регіонів   | Ясенівська Сільська рада, секретар                 |
| Самовисування   |                                 |                       |         |                        |                                                    |
| 2               | Лаба Юлія Василівна             | 04.11.2010            | вища    | позапартійна           | Ясенівська загальноосвітня школа, вчитель          |
| 4               | Боднар Тетяна Володимирівн      | 04.11.2010            | вища    | позапартійний          | Ясенівська загальноосвітня школа, вчитель          |
| 5               | Золотих Алла Володимирівна      | 04.11.2010            | вища    | позапартійна           | ПСП «Куява», бухгалтер                             |
| 6               | Сасюк Валентина Миколаївна      | 08.05.2011            | середня | позапартійна           | Ясенівська сільська рада, секретар виконкому       |
| 8               | Лукянов Володимир Олександрович | 04.11.2010            | вища    | член Єдиного Центру    |                                                    |
| 12              | Дуда Микола Іванович            | 04.11.2010            | середня | позапартійний          |                                                    |
| 16              | Зіньківська Ольга Леонідівна    | 04.11.2010            | середня | член Єдиного Центру    |                                                    |